# 24 oktober
24 oktober är den 297:e dagen på året i den gregorianska kalendern (298:e under skottår). Det återstår 68 dagar av året.

## Återkommande bemärkelsedagar

### Nationaldagar
- Zambias nationaldag

### Flaggdagar
- Finland, vedertagen flaggdag, FN-dagen
- Sverige, FN-dagen

### FN-dagar
- FN-dagen, en internationell dag av Förenta nationernas internationella dagar.
- Världsdagen för information om utvecklingsfrågor

## Namnsdagar

### I den svenska almanackan
- Nuvarande – Evert och Eilert
- Föregående i bokstavsordning
  - Columbanus – Namnet fanns på dagens datum före 1680, då det utgick.
  - Eilert – Namnet infördes 1986 på 3 oktober, men flyttades 1993 till dagens datum och har funnits där sedan dess.
  - Eivor – Namnet infördes på dagens datum 1986, men flyttades 1993 till 8 juni och har funnits där sedan dess.
  - Elving – Namnet infördes på dagens datum 1986, men utgick 1993.
  - Evergistus – Namnet infördes, till minne av en medeltida tysk biskop, på dagens datum 1680, men utgick 1901.
  - Evert – Namnet förekom på 1790-talet på 9 september, men utgick sedan. 1901 infördes det på dagens datum och har funnits där sedan dess.
- Föregående i kronologisk ordning
  - Före 1620 – Columbanus
  - 1620–1679 – Columbanus och Evergistus
  - 1680–1900 – Evergistus
  - 1901–1985 – Evert
  - 1986–1992 – Evert, Elving och Eivor
  - 1993–2000 – Evert och Eilert
  - Från 2001 – Evert och Eilert
- Källor
  - Brylla, Eva (red.). Namnlängdsboken. Gjøvik: Norstedts ordbok, 2000 ISBN 91-7227-204-X
  - af Klintberg, Bengt. Namnen i almanackan. Gjøvik: Norstedts ordbok, 2001 ISBN 91-7227-292-9

### Finlandssvenska almanackan
- Nuvarande från 2020[1] – Rasmus, Fjalar
- I föregående revideringar[a][2]
  - 1929–1999 – Fjalar
  - 2000–2019 – Fjalar, Rasmus

## Händelser
- 1260 – Saif ad-Din Qutuz, sultan av mamluksultanatet i Egypten, lönnmördas av Baibars som griper makten i sultanatet.
- 1375 – Vid Valdemar Atterdags död utropar hans dotter Margareta sin son Olof Håkansson till kung av Danmark, med henne som förmyndare.
- 1873 – Artur Hazelius öppnar utställningen som sedermera blir Nordiska museet.
- 1648 – Westfaliska freden undertecknas och markerar slutet på trettioåriga kriget.
- 1657 – Den danska fästningen Frederiksodde stormas och intas av svenska trupper, vilket var en av förutsättningarna för tåget över Bält.
- 1929 – Svarta torsdagen som blir inledningen till Wall Street-kraschen.
- 1940
  - Färja med trupptransport av ingenjörer kantrar i Armasjärviolyckan. Fyrtiosex man omkommer.
  - Svenska Johnsonlinjens tankmotorfartyg Janus torpederas. Fyra omkomna; 33 räddade av engelskt örlogsfartyg.
  - Tyskt enmotorigt jaktflygplan nödlandar utanför Karlstad på grund av kompassfel.Besättningsmannen, en underofficer, och planet omhändertas av svensk militär.
- 1945 – FN-stadgan träder i kraft, till vars minne FN-dagen firas.[3]
- 1964 – Nordrhodesia blir självständigt från Storbritannien under namnet Zambia.[4] Samtidigt byter Sydrhodesia namn till Rhodesia.[5]
- 1998 – Antipåven Lucian Pulvermacher väljs till påve med namnet Pius XIII men accepteras aldrig från officiellt romersk-katolskt håll.
- 2004 – Invigning av Södra länken, en motorväg i Nacka och Stockholm.

## Födda
- 51 – Domitianus, romersk kejsare 81–96.
- 1503 – Isabella av Portugal.
- 1632 – Antonie van Leeuwenhoek, holländsk naturforskare.
- 1719 – Jakob Gadolin, biskop, vetenskapsman och statsman.
- 1746 – Eric Ruuth, svensk greve, finansminister, generalguvernör och företagare, grundare av Höganäsbolaget.
- 1769 – James Pleasants, amerikansk politiker, guvernör i Virginia 1822–1825.
- 1773 – John Elliott, amerikansk politiker, senator (Georgia) 1819–1825.
- 1791 – Joseph R. Underwood, amerikansk jurist och politiker, senator (Kentucky) 1847–1853.
- 1795 – Giuseppe Bofondi, italiensk kardinal.
- 1796 – August von Platen-Hallermünde, bayersk militär och deltagare i napoleonkrigen, sedermera tysk diktare.
- 1804 – Wilhelm Eduard Weber, tysk fysiker.
- 1827 – George Robinson, 1:e markis av Ripon, brittisk statsman.
- 1855 – James S. Sherman, amerikansk vicepresident 1909–1912.
- 1858 – Ebba Bernadotte, svensk hovfröken.
- 1881 – Carl Olsson i Mellerud, svensk banarbetare och politiker (socialdemokrat).
- 1882
  - Emmerich Kálmán, ungersk kompositör.
  - Sybil Thorndike, brittisk skådespelare.
- 1884 – Emil Fjellström, svensk skådespelare.
- 1887 – Gottfrid Fröderberg, svensk folkskollärare och politiker (folkpartist).
- 1888 – Manetta Ryberg, svensk skådespelare.
- 1895 – John Norrman, svensk tonsättare.
- 1904 – Moss Hart, amerikansk dramatiker, manusförfattare och regissör.
- 1913 – Marie-Louise Sorbon, svensk skådespelare.
- 1914 – Lakshmi Sehgal, indisk politiker och läkare.
- 1915 – Bob Kane, amerikansk serietecknare.
- 1930
  - The Big Bopper, eg. Jiles Perry Richardson, Jr., amerikansk rockmusiker och låtskrivare.
  - Johan Galtung, norsk freds- och konfliktforsakare.
- 1932
  - Pierre-Gilles de Gennes, fransk fysiker, mottagare av Nobelpriset i fysik 1991.
  - Evert Sandin, svensk dragspelare.
- 1935 – Lena Söderblom, svensk skådespelare.
- 1936 – Bill Wyman, brittisk musiker, basist, medlem i The Rolling Stones.
- 1939 – F. Murray Abraham, amerikansk skådespelare.
- 1943 – José Serrano, amerikansk demokratisk politiker, kongressledamot 1990–2021.
- 1947 – Kevin Kline, amerikansk skådespelare.
- 1948 – Barry Ryan, brittisk sångare.
- 1949 – Nick Ainger, brittisk parlamentsledamot för Labour.
- 1954 – Brad Sherman, amerikansk demokratisk politiker.
- 1955 – Magnus Nilsson, svensk företagare.
- 1956 – Jeff Merkley, amerikansk demokratisk politiker, senator (Oregon) 2009–.
- 1960 – B.D. Wong, amerikansk skådespelare.
- 1964 – Pär Holmgren, svensk meteorolog.
- 1966 – Matthew Warchus, brittisk regissör och dramatiker.
- 1973 – Levi Leipheimer, professionell tävlingscyklist.
- 1974 – Joakim Nätterqvist, svensk skådespelare.
- 1980
  - Monica Arnold, amerikansk R&B-sångare.
  - Love Antell, svensk musikartist och konstnär.
  - Tomas Mitell, svensk ishockeyspelare.
  - Manuel Concha, svensk (chilensk) filmregissör, gift med Claudia Galli Concha.
- 1981 – Tila Tequila, singaporiansk/amerikansk TV-personlighet.
- 1983
  - Chris Abbott, kanadensisk f.d ishockeyspelare, numera sportchef i Rögle BK. Tvillingbror till Cam Abbott.
  - Cam Abbott, kanadensisk f.d ishockeyspelare, numera huvudtränare i Rögle BK. Tvillingbror till Chris Abbott.
  - Adrienne Bailon, amerikansk skådespelerska.
- 1984 – Jonas Gustavsson, svensk ishockeymålvakt, smeknamn ”Monstret”.
- 1985
  - Oscar Wendt, svensk fotbollsspelare.
  - Wayne Rooney, engelsk fotbollsspelare.
- 1986
  - Johan Oremo, svensk fotbollsspelare.
  - Aubrey Drake Graham (mer känd under artistnamnet Drake), kanadensisk rappare.
- 1987 – Martin Johansson, svensk professionell ishockeyspelare.
- 1989
  - Cristian Gamboa, costaricansk fotbollsspelare.
  - Shenae Grimes, kanadensisk skådespelare.
  - Felix Kjellberg (mer känd under namnet Pewdiepie), svensk internetpersonlighet.
  - David Castañeda, mexikansk-amerikansk skådespelare.
- 1991 – Bernard Berisha, albansk fotbollsspelare.
- 1992 – Olle Liss, svensk professionell ishockeyspelare.
- 1998 – Daya (sångare), amerikansk sångerska.

## Avlidna
- 304 – Marcellinus, påve
- 996 – Hugo Capet, kung av Frankrike
- 1375 – Valdemar Atterdag, kung av Danmark
- 1537 – Jane Seymour, drottning av England sedan 1536 (gift med Henrik VIII) (barnsäng).
- 1601 – Tycho Brahe, 54, dansk astronom
- 1655 – Pierre Gassendi, 63, fransk naturforskare och filosof
- 1725 – Alessandro Scarlatti, 65, italiensk kompositör
- 1855 – Robert H. Morris, 47, amerikansk politiker
- 1861 – Elisabet Frösslind, svensk operasångare och skådespelare
- 1870 – Antonio María Claret, spansk (katalansk) ärkebiskop i romersk-katolska kyrkan, ordensgrundare och missionär, helgon
- 1878 – John S. Carlile, amerikansk politiker, senator (Virginia)
- 1885 – John B. Page, amerikansk republikansk politiker och affärsman, guvernör i Vermont
- 1898 – Pierre Puvis de Chavannes, fransk målare inom symbolismen
- 1936 – Fred Ott, amerikansk skådespelare
- 1937 – Nils Wahlbom, svensk skådespelare
- 1938 – Ernst Barlach, tysk skulptör
- 1945 – Vidkun Quisling, norsk politiker
- 1948 – Franz Lehár, ungersk operettkompositör
- 1951 – Prins Carl, hertig av Västergötland
- 1957 – Christian Dior, fransk modeskapare
- 1971 – Jo Siffert, schweizisk racerförare
- 1972 – Jackie Robinson, amerikansk basebollspelare
- 1973 – Werner Ohlson, svensk skådespelare
- 1974 – David Ojstrach, rysk violinist
- 1981 – Edith Head, amerikansk modeskapare och kostymör
- 1988 – Gertrud Bodlund, svensk skådespelare och scripta
- 1989 – Mary McCarthy, amerikansk författare
- 1991 – Gene Roddenberry, skapare av Star Trek
- 1996
  - Arthur Axmann, tysk nazistisk politiker
  - Gunnar Ekström, svensk skådespelare
- 2005 – Rosa Parks, amerikansk medborgarrättskämpe
- 2011
  - Kjell Johansson, svensk bordtennisspelare, känd som Hammaren, mottagare av Svenska Dagbladets guldmedalj 1965
  - John McCarthy, amerikansk datavetare, skapare av Lisp
- 2012
  - Anita Björk, svensk skådespelare
  - Jeff Blatnick, amerikansk brottare
  - Margaret Osborne duPont, amerikansk tennisspelare
- 2014
  - Mbulaeni Mulaudzi, sydafrikansk friidrottare
  - Kim Anderzon, svensk skådespelare
- 2015
  - Maureen O'Hara, irländsk-amerikansk skådespelare
  - Ellen Rasch, svensk balettdansös och skådespelare.
- 2016
  - Jorge Batlle, Uruguays president
  - Bobby Vee, 73, amerikansk sångare
- 2017
  - Inga Borg, 92, svensk författare.
  - Fats Domino, 89, amerikansk pianist, sångare och låtskrivare
- 2019 – Osborne Bartley, 100, svensk läkare, fackföreningsman, ämbetsman och landshövding i Västmanlands län
- 2021 – James Michael Tyler, 59, amerikansk skådespelare